# Rio Cheia (Olăneşti)
O Rio Cheia é um rio da Romênia, afluente do Olăneşti, localizado no distrito de Vâlcea.